# Ernest de Sarzec
Ernest Choquin Sarzec (Rennes, 1832 — Poitiers, 1901) fue vicecónsul francés y arqueólogo que, aun no siendo profesional, encontró varios punto clave de la historia de Mesopotamia. Especialmente, gran parte del descubrimiento de la antigua civilización Sumeria se debe gracias a las excavaciones que impulsó y que alargó hasta poco antes de su muerte.
En 1872, cuando desempeñaba sus tareas de vicecónsul en la ciudad de Basora, se interesó por las excavaciones que se estaban realizando en Ur, empezadas por el diplomático británico J. E. Taylor. Hasta 1877 Sarzec no empezó a excavar en el yacimiento de Ngirsu, actualmente ubicado al sur de Irak, y que sirvió para descubrir gran parte de los conocimientos sobre arte, historia e idioma que se conoce de unas de las civilizaciones más antiguas de Mesopotamia, incluyendo piezas del reinado de Gudea. Sus excavaciones en Ngirsu se extendieron de forma intermitente hasta 1900.

## Galería

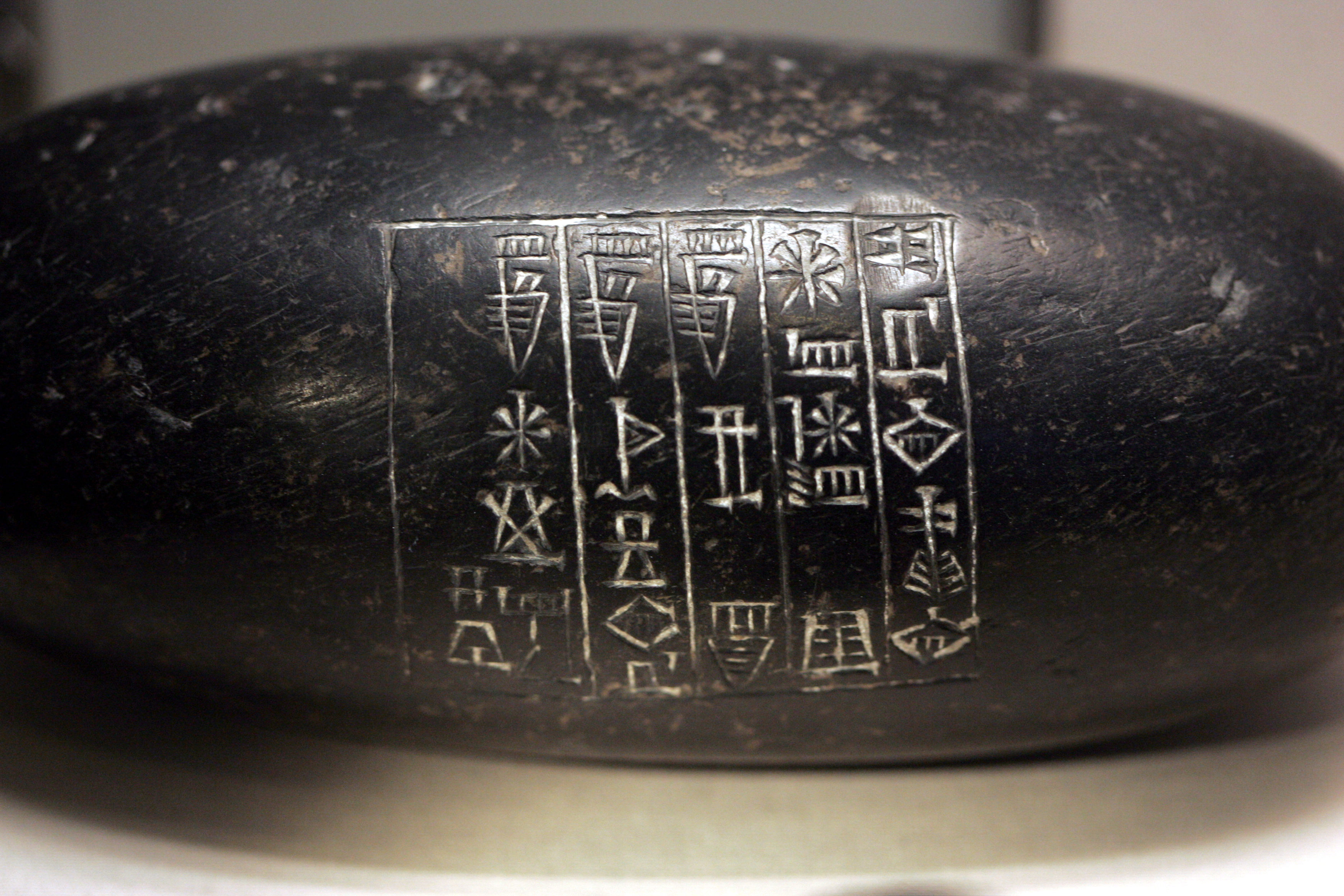
Inscripción del nombre de Shu-Shin, rey de Sumer y Akkad